# ورندورف
ورندورف (به آلمانی: Werndorf) یک منطقهٔ مسکونی در اتریش است که در گراتس اومگبونگ واقع شده‌است. ورندورف ۶٫۲۳ کیلومتر مربع مساحت دارد ۳۰۹ متر بالاتر از سطح دریا واقع شده‌است.